# Giulio De Angelis (letterato)
Giulio De Angelis (Firenze, 4 ottobre 1925 – Firenze, 4 dicembre 2000) è stato un saggista e traduttore italiano, ricordato soprattutto per la sua traduzione dell'Ulisse di Joyce.

## Biografia
Nato a Firenze, tranne un breve periodo di permanenza a Genova durante l'adolescenza, risiedette sempre nella città natale. Frequentò infatti a Firenze il liceo classico e si laureò successivamente in lettere moderne all'Università di Firenze nel 1947 discutendo con il Prof. Napoleone Orsini una tesi di laurea su De Quincey. Ha insegnato nelle scuole medie superiori, si è interessato di cinema e di musica, collaborando fra l'altro col bimestrale di critica musicale "Disclub" e con il Maggio Musicale Fiorentino; la sua attività più importante è stata tuttavia quella del traduttore. Ha tradotto testi dal francese e dal tedesco, ma soprattutto dall'inglese. La sua fama è legata soprattutto alla prima traduzione in lingua italiana dell'Ulisse di James Joyce,  risultato ottenuto dopo molti anni di lavoro e di studio.

## Opere

### Saggi
- Guida alla lettura dell'Ulisse di J. Joyce, Collezione Saggi ; 19, Milano : Lerici, 1961
- "Letteratura e musica: Pound e il Rinascimento vivaldiano". In: Chigiana: rassegna annuale di studi musicologici, edita a cura dell'Accademia musicale Chigiana in occasione delle Settimane musicali senesi, Vol. 41 (1991), pp. 41-52

### Traduzioni
- Graham Greene, Missione confidenziale, Milano : A. Mondadori, 1954
- John Steinbeck, La valle dell'Eden, Milano : A. Mondadori, 1955
- Virginia Woolf, Gli anni, Milano : A. Mondadori, 1955; Milano : Garzanti, 1981
- John Steinbeck, Quel fantastico giovedì, Milano-Verona : A. Mondadori, 1955
- James T. Farrell, Tutto, ma non un cuore, Milano : A. Mondadori, 1957
- William Faulkner, Zanzare, Milano : A. Mondadori, 1957
- John Steinbeck, Il breve regno di Pipino IV, Milano : A. Mondadori, 1958
- William Faulkner, Mentre morivo, Milano : A. Mondadori, 1958
- Irving Howe, Politica e romanzo, Milano: Lerici, 1962
- Aldous Huxley, La filosofia perenne, Milano : A. Mondadori, 1959
- James Joyce, Ulisse; unica traduzione integrale autorizzata di Giulio de Angelis; consulenti: Glauco Cambon, Carlo Izzo, Giorgio Melchiori, Milano : A. Mondadori, 1960
- Leopold von Sacher Masoch, Venere in pelliccia, Firenze : Vallecchi, 1964
- Stephen Spender, Moderni o contemporanei?; prefazione di Mario Luzi, Firenze : Vallecchi, 1966
- Virginia Woolf, Le onde, Milano : Rizzoli, 1979
- Peter Grimes, opera in un prologo e tre atti da un poema di George Crabbe; libretto Montagu Slater; musica Benjamin Britten; versione italiana a fronte Giulio de Angelis, S.l. : s.n., 1988 (Firenze : Stampa Nazionale)